# Marcel Siem
Marcel Siem (né le 15 juillet 1980 à Mettmann) est un Golfeur professionnel allemand qui joue sur le Tour européen.

## Biographie
Il devient professionnel en 2000 et rejoint le Tour européen en 2002. Il remporte son premier tournoi sur le Tour européen en 2004 lors du Dunhill Championship. Il a ensuite dû attendre huit ans avant de décrocher sa deuxième victoire. Il obtient celle-ci en 2012 à l'Alstom Open de France. Cette victoire lui permet de se qualifier pour l'édition 2012 de l'Open britannique, ainsi que pour un tournoi du World Golf Championships, le WGC-Bridgestone Invitational. Son meilleur classement à l'ordre du mérite est 14e en 2012.
En mars 2013, il remporte un troisième tournoi sur le Tour européen, le Trophée Hassan II disputé au Maroc. Il gagne avec trois coups d'avance sur David Horsey et Mikko Ilonen. Cela lui permet de se classer 51e joueur mondial et de se qualifier pour le Masters.
En novembre 2014, il remporte en play-off face à Ross Fisher et Alexander Lévy le BMW Masters, premier tournoi de la finale de la Race to Dubai et sa quatrième victoire sur le Tour européen.
Il représente l'Allemagne à la Coupe du monde de golf en 2003, 2004, 2006 et 2013. En 2006, associé à Bernhard Langer, il remporte la compétition, le duo devient la deuxième équipe allemande à remporter cette compétition.
Il remporte en 2021 le golf Vaudreuil challenge et obtient une invitation pour the Open.

## Victoires professionnel (5)

### Victoires sur le Tour Européen (4)
| Légende                               |
| Tournoi final de la Race to Dubai (1) |
| Autre tournoi du Tour européen (3)    |

| Ordre | Date            | Tournoi               | Score                 | Avance    | Deuxième(s)                       |
| ----- | --------------- | --------------------- | --------------------- | --------- | --------------------------------- |
| 1     | 25 janvier 2004 | Dunhill Championship  | −22 (65-67-68-66=266) | Playoff   | Grégory Havret, Raphaël Jacquelin |
| 2     | 8 juillet 2012  | Alstom Open de France | −7 (68-68-73-67=267)  | 1 stroke  | Francesco Molinari                |
| 3     | 31 mars 2013    | Trophée Hassan II     | −17 (64-68-69-70=271) | 3 strokes | David Horsey, Mikko Ilonen        |
| 4     | 2 novembre 2014 | BMW Masters           | −16 (68-66-65-73=272) | Playoff   | Ross Fisher, Alexander Lévy       |

Résultat en Play-of du Tour Européen (2-0)
| Ordre. | Année | Tournoi              | Adversaires                       | Résultat                                                             |
| ------ | ----- | -------------------- | --------------------------------- | -------------------------------------------------------------------- |
| 1      | 2004  | Dunhill Championship | Grégory Havret, Raphaël Jacquelin | Havret éliminé au deuxième trou, Jacquelin éliminé au troisième trou |
| 2      | 2014  | BMW Masters          | Ross Fisher, Alexander Lévy       | Gagné avec birdie sur le premier trou                                |

### Autre victoire (1)
- 2006 WGC-World Cup (avec Bernhard Langer)

## Palmarès par équipe
Amateur
- Eisenhower Trophy (représentant l'Allemagne) : 1998, 2000

Professionnel
- Coupe du monde (représentant l'Allemagne) : 2003, 2004, 2006 (vainqueur), 2013
- Royal Trophy (représentant l'Europe) : 2012